# Nižný vrch (szczyt)
Nižný vrch (533 m n.p.m.) – niewybitny szczyt w Krasie Słowacko-Węgierskim na Słowacji.

## Położenie
Leży we wschodniej części Płaskowyżu Dolnego Wierchu (słow. Dolný vrch), tuż nad jego północną krawędzią, ponad znajdującym się u jego stóp (w Kotlinie Turniańskiej) kompleksem stawów rybnych we wsi Hrhov (słow. Hrhovské rybniky). Leży ok. 650 m na północ od granicy państwowej słowacko-węgierskiej.
Około 650 m na zachód od szczytu znajduje się jaskinia Slnečná priepasť.

## Geologia, morfologia
Stanowi lokalne spiętrzenie w obrębie wspomnianego płaskowyżu o wysokości względnej nie przekraczającej 40 m. Budują go (jak i większość płaskowyżu) jasne wapienie triasowe (tzw. wettersteinskie) należące do płaszczowiny silickiej. W kierunku północnym szczyt obrywa się 20-40-metrowym pasem urwisk, stanowiącym zachodni fragment skalnej bariery wyznaczającej tu północną krawędź płaskowyżu. W pozostałych kierunkach opada łagodnie ku powierzchni płaskowyżu.

## Ochrona przyrody
Szczyt leży na terenie Parku Narodowego Krasu Słowackiego.

## Turystyka
Leży poza znakowanymi szlakami turystycznymi i z tego względu jest rzadko odwiedzany. W większości porośnięty lasem, jednak z niewielkich polan podszczytowych interesujące widoki w kierunku wschodnim.